# Unione Sportiva Città di Palermo 2011-2012
Questa voce raccoglie le informazioni riguardanti l'Unione Sportiva Città di Palermo nelle competizioni ufficiali della stagione 2011-2012.

## Stagione
L'allenatore per la stagione 2011-2012 è – inizialmente – Stefano Pioli; il suo staff è composto dal vice allenatore Giacomo Murelli, dal collaboratore tecnico Davide Lucarelli, dal preparatore atletico Matteo Osti e dall'allenatore dei portieri Graziano Vinti (che torna a Palermo dopo averci giocato nel biennio 1992-1994 con 44 presenze e 29 gol subiti). Come tecnico della Primavera viene scelto Devis Mangia, reduce dalla finale del Campionato Primavera persa dal suo Varese contro la Roma. Il nuovo direttore sportivo è invece Sean Sogliano.
In Europa League il Palermo parte dal terzo turno preliminare, in quanto finalista perdente in Coppa Italia e fuori dal piazzamento europeo dopo l'ottavo posto del campionato precedente. In virtù di questo anticipato impegno, la squadra si è radunata il 2 luglio 2011 a Verona per trasferirsi, il giorno successivo, a Malles Venosta (BZ) per iniziare il ritiro estivo, lasciando così la Carinzia dopo sei anni.
Inserito come testa di serie per il sorteggio del terzo turno preliminare di Europa League, il 15 luglio il Palermo viene abbinato alla vincente del confronto fra gli albanesi del Vllaznia e gli svizzeri del Thun: sei giorni dopo sono gli svizzeri a qualificarsi. L'andata al Barbera si conclude 2-2 e al Palermo non basta l'1-1 in terra svizzera della settimana successiva per passare il turno, per la regola dei gol fuori casa.
Il 31 agosto, a poche ore dalla chiusura del calciomercato, Pioli viene esonerato e sostituito con Mangia. Con lui arrivano Onofrio Barone come vice allenatore, Paolo Cozzi come collaboratore tecnico, Daniele Riganti come preparatore atletico e Mauro Bacchin come preparatore dei portieri.
L'8 settembre si chiude la campagna abbonamenti: le tessere sottoscritte sono state 12.514.
Il campionato, dopo il rinvio della prima giornata a causa dello sciopero dei calciatori, inizia l'11 settembre con la vittoria per 4-3 sull'Inter, evento che non accadeva da sei anni esatti. Vittoria all'esordio su una panchina di massima serie per Mangia, con una formazione che presentava fra i titolari sei nuovi giocatori: esordio dunque in rosanero per Tzorvas, Pisano (anche esordio in Serie A), Silvestre, Della Rocca, Barreto e Álvarez. Nella giornata successiva la squadra perde per 1-0 in trasferta contro l'Atalanta, in una partita condizionata dal maltempo e sospesa per mezzora a causa dell'impraticabilità di campo. A questi risultati seguono la vittoria casalinga contro il Cagliari per 3-2 e il pareggio a reti inviolate contro la Lazio all'Olimpico.
Dopo la vittoria casalinga contro il Siena (2-0), il Palermo perde due trasferte consecutive contro Milan (3-0) e Roma (1-0), tornando al successo alla nona giornata contro il Lecce: con questo 2-0 il Palermo eguaglia il record di vittorie casalinghe da inizio campionato, ottenuto solamente nella stagione 1949-1950.
Il 1º novembre Sogliano si dimette dalla carica di DS a causa di dissidi con Zamparini, e due giorni dopo il capo degli osservatori Luca Cattani viene "promosso" a direttore sportivo, richiamato in fretta dal Sud America. Il 5 novembre seguente, dopo la sconfitta per 1-0 in trasferta contro l'Udinese, grazie alla vittoria per 3-1 sul Bologna viene stabilito il record assoluto di vittorie casalinghe consecutive da inizio campionato. L'ulteriore trasferta del Palermo segna un altro risultato negativo: la squadra perde per 3-0 contro la Juventus nella 12ª giornata; nella giornata successiva, tornando a giocare al Barbera, la squadra allunga la striscia record vincendo per 2-0 contro la Fiorentina. Con il pareggio a reti bianche contro il Parma alla 14ª giornata, in un incontro condizionato pesantemente da una fitta nebbia, la squadra ottiene invece il primato delle sette trasferte consecutive senza gol, superando il precedente risultato di sei partite fatto registrare nella stagione 1993-1994 e in quella 1995-1996. Nella partita della quindicesima giornata si interrompe il primato delle vittorie casalinghe poiché la squadra perde per 1-0 contro il Cesena.
Anche la seconda coppa stagionale si interrompe subito: il 13 dicembre si giocano gli ottavi di finale di Coppa Italia e l'avversario, il Siena, vince per 7-4 d.c.r. (4-4 d.t.s.) in una partita giocata da entrambe le squadre con le seconde linee. In questa partita Josip Iličič è autore di una tripletta determinando un record per la squadra in quanto mai nessun giocatore rosanero aveva segnato tre gol in una partita della coppa nazionale; inoltre in questo incontro si registra il debutto assoluto del portiere Giacomo Brichetto (in sostituzione dell'infortunato Tzorvas) e dell'attaccante della Primavera Mauro Bollino che prende il posto di Mantovani; Budan, invece, fa il debutto stagionale.
A seguito della sconfitta per 2-0 nel derby contro il Catania, Mangia viene esonerato dopo che ha ottenuto in totale 20 punti in 15 partite e al suo posto fa ritorno in Sicilia dopo dieci anni Bortolo Mutti. Non tutto lo staff tecnico viene sostituito: Mutti ha portato con sé il vice Mauro Di Cicco (ex calciatore del Palermo e già "secondo" di Mutti dieci anni prima) e i collaboratori Renato Scarpellino e Giambattista Piacentini; il preparatore dei portieri Mauro Bacchin e il preparatore atletico Marco Petrucci sono invece rimasti.
Il nuovo debutto di Mutti sulla panchina rosanero coincide con il pareggio per 2-2 in trasferta contro il Novara per il recupero della prima giornata di campionato. Così, dopo otto trasferte all'asciutto, il Palermo riesce a segnare gol fuori casa. Nella partita successiva (la prima del 2012), in cui fanno il proprio debutto i due nuovi acquisti Franco Vázquez e Agon Mehmeti, il Palermo perde in casa contro il Napoli per 3-1. Anche nella partita successiva, che vede il Palermo di scena a Verona contro il Chievo, arriva una sconfitta, mentre la squadra torna alla vittoria (la prima con Mutti in panchina) nell'ultima giornata del girone d'andata, quando sconfigge il Genoa per 5-3 fra le mura amiche; in questa partita hanno debuttato altri due nuovi acquisti, Emiliano Viviano e Massimo Donati, mentre Andrea Mantovani ha realizzato la prima rete in rosanero e Igor Budan il primo gol stagionale.
Il girone di ritorno si apre con un'altra vittoria, ancora al Barbera: contro il Novara (2-0), il Palermo gioca per la prima volta con la stessa formazione della partita precedente, ottenendo la seconda vittoria consecutiva per la prima volta in questo campionato; Budan realizza la prima doppietta in rosanero. Il campionato del Palermo prosegue con la trasferta contro l'Inter, sotto la neve, in cui Miccoli è autore di una tripletta nel 4-4 finale che gli consente di divenire il miglior marcatore di tutti i tempi della squadra rosanero superando Carlo Radice.
Nel prosieguo del campionato si verifica più volte la situazione che vede i rosanero fare bene in casa e ottenere pochi punti in trasferta: nelle due successive partite casalinghe, infatti, la squadra vince contro Atalanta (2-1) e Lazio (5-1, giocata il 19 febbraio che risulta l'ultima vittoria casalinga della stagione), ma nel mezzo c'è la sconfitta sul campo del Cagliari per 2-1. La squadra ottiene successivamente tre sconfitte consecutive contro il Siena (4-1 in trasferta) e nelle due partite casalinghe consecutive contro Milan (4-0) e Roma (1-0); questa striscia di risultati negativi si interrompe con il pareggio in trasferta contro il Lecce (1-1), in cui ha esordito da titolare Carlos Labrín.
Il 20 marzo è stato presentato Christian Panucci come nuovo responsabile dell'area tecnica. Il campionato prosegue con il pareggio casalingo per 1-1 contro l'Udinese, in cui ha esordito da titolare Milan Milanović. Il 1º aprile, alla trentesima giornata e la quindicesima trasferta, il Palermo vince per la prima (e unica) volta fuori casa battendo il Bologna per 3-1.
Dopo la sconfitta casalinga per 2-0 contro la Juventus (che grazie a questa vittoria conquista la testa del campionato) e il pareggio in trasferta contro la Fiorentina a reti bianche, il 15 aprile non si è giocata la 33ª giornata contro il Parma per il rinvio degli incontri a causa della morte di Piermario Morosini, deceduto il giorno precedente. Il 16 aprile Roberto Schifani, figlio del Presidente del Senato Renato, entra a far parte del Consiglio di Amministrazione della società; in questo modo Zamparini ha iniziato a gettare le basi per la riorganizzazione dell'organigramma societario della successiva stagione. Sempre in quest'ottica, il 23 aprile vengono ufficializzate le cariche di Giorgio Perinetti come vicepresidente esecutivo, qualora dovesse liberarsi dal Siena, e di Patricio Teubal, fino a quel momento gestore della vendita dei diritti tv all'estero per Mediaset, come direttore generale di gestione. Il giorno successivo, comunque, Panucci si dimette dall'incarico assunto da poco più di un mese per incomprensioni con Zamparini.
La partita contro il Parma (sconfitta per 2-1) viene recuperata il 25 aprile, quindi arrivano due pareggi consecutivi contro Cesena (2-2) e Catania (1-1). Dopo la sconfitta per 2-0 contro il Napoli, l'ultima partita disputata al Barbera è il 4-4 contro il Chievo, giocata con il lutto al braccio vista la morte di due giorni prima di Luigi Pecoraro, allenatore degli Esordienti.
La stagione si chiude con la sconfitta per 2-0 in trasferta contro il Genoa a porte chiuse, che vede tornare in campo Ignacio Lores Varela, esordire da titolare Agon Mehmeti e debuttare in massima serie Giacomo Brichetto. La squadra termina con 43 punti, come il Cagliari ma in svantaggio per la differenza reti generale.
La formazione Primavera accede alla fase finale del campionato venendo eliminata dall'Inter ai quarti di finale.

## Divise e sponsor
Lo sponsor tecnico è Legea, al secondo anno di collaborazione. Lo sponsor ufficiale è stato, come nella stagione precedente, Gruppo Eurobet, con sotto la scritta c♠sino.it. A partire dal 18 novembre viene aggiunto nella parte alta e destra delle magliette il marchio Burger King, che è sponsor secondario in campionato ma sponsor principale in Coppa Italia.
La livrea delle divise è molto simile a quella della passata stagione: la prima maglia è rosa con colletto nero e richiami neri, mentre i pantaloncini sono neri e i calzettoni neri con bordi rosa. La maglia trasferta è bianca con pantalonici e calzettini bianchi, questi ultimi con bordi rosa. La terza maglia è nera con richiami rosa.
Il 20 gennaio 2012 viene ufficializzato l'accordo di sponsorizzazione tecnico con la Puma, per quattro anni a partire dalla stagione 2012-2013.
| 1ª divisa | 2ª divisa | 3ª divisa |

## Organigramma societario
Area direttiva
- Presidente: Maurizio Zamparini
- Vice Presidente: Guglielmo Micciché
- Amministratore delegato: Rinaldo Sagramola
- Direttore gestione: Giuseppe Del Bianco
- Direttore amministrativo: Daniela De Angeli
- Consigliere: Roberto Schifani[17]

Area organizzativa
- Segretario generale: Roberto Felicori
- Segretario organizzativo: Salvatore Francoforte

Area comunicazione
- Responsabile: Fabio Russomando, poi Susanna Marcellini

Area marketing
- Marketing: Mauro Bellante

Area tecnica
- Direttore sportivo: Sean Sogliano, poi Luca Cattani
- Responsabile area tecnica: Christian Panucci dal 20 marzo 2012,[28] poi dimessosi
- Dirigente area sportiva: Massimiliano Dibrogni, poi nessuno
- Scouting: Luca Cattani (poi promosso a DS)
- Team Manager: Giovanni Tedesco, poi allenatore degli Allievi
- Responsabile settore giovanile: Rosario Argento
- Allenatore: Stefano Pioli, dal 31 agosto 2011 Devis Mangia, dal 19 dicembre 2011 Bortolo Mutti
- Allenatore in seconda: Giacomo Murelli, dal 31 agosto 2011 Onofrio Barone, dal 19 dicembre 2011 Mauro Di Cicco
- Collaboratore tecnico: Davide Lucarelli, dal 31 agosto 2011 Paolo Cozzi, dal 19 dicembre 2011 Renato Scarpellino e Giambattista Piacentini
- Preparatore atletico: Matteo Osti, dal 31 agosto 2011 Daniele Riganti, dal 19 dicembre 2011 Marco Petrucci
- Preparatori recupero infortunati: Francesco Chinnici
- Preparatore dei portieri: Graziano Vinti, dal 31 agosto 2011 Mauro Bacchin

Area sanitaria
- Responsabile sanitario: Prof. Adelfio Elio Cardinale
- Medico sociale: Dott. Roberto Matracia
- Medici: Prof. Diego Picciotto, Dott. Giuseppe Puleo
- Medico nutrizionista: Dott. Eugenio Sclauzero
- Dietista: Dott. Leandro Carollo
- Massofisioterapisti: Anton Roy Fernandez, Gianluca Gresi
- Fisioterapisti: Francesco Bruno, Valerio Flammini
- Terapista della riabilitazione: Claudio Patti

## Rosa
Aggiornato al 31 gennaio 2012.
| N. |                      | Ruolo | Calciatore                        |
| -- | -------------------- | ----- | --------------------------------- |
| 1  | Brasile (bandiera)   | P     | Rubinho                           |
| 1  | Italia (bandiera)    | P     | Emiliano Viviano                  |
| 2  | Italia (bandiera)    | D     | Andrea Mantovani                  |
| 3  | Argentina (bandiera) | D     | Matías Silvestre                  |
| 4  | Argentina (bandiera) | D     | Mauro Cetto                       |
| 5  | Italia (bandiera)    | D     | Cesare Bovo                       |
| 5  | Paraguay (bandiera)  | C     | Édgar Barreto                     |
| 6  | Argentina (bandiera) | D     | Ezequiel Muñoz                    |
| 7  | Italia (bandiera)    | C     | Francesco Della Rocca             |
| 8  | Italia (bandiera)    | C     | Giulio Migliaccio (vice capitano) |
| 10 | Italia (bandiera)    | A     | Fabrizio Miccoli (capitano)       |
| 11 | Brasile (bandiera)   | C     | João Pedro                        |
| 11 | Uruguay (bandiera)   | A     | Abel Hernández                    |
| 12 | Italia (bandiera)    | P     | Giacomo Brichetto                 |
| 13 | Uruguay (bandiera)   | C     | Matías Aguirregaray               |
| 14 | Argentina (bandiera) | C     | Nicolás Bertolo                   |
| 15 | Serbia (bandiera)    | D     | Milan Milanović                   |
| 16 | Italia (bandiera)    | D     | Mattia Cassani (vice capitano)    |
| 16 | Israele (bandiera)   | C     | Eran Zahavi                       |
| 17 | Argentina (bandiera) | C     | Franco Vázquez                    |
| 18 | Cile (bandiera)      | D     | Carlos Labrín                     |

| N. |                      | Ruolo | Calciatore            |
| -- | -------------------- | ----- | --------------------- |
| 19 | Argentina (bandiera) | A     | Pablo Andrés González |
| 19 | Croazia (bandiera)   | A     | Igor Budan            |
| 20 | Ghana (bandiera)     | C     | Afriyie Acquah        |
| 21 | Slovenia (bandiera)  | C     | Armin Bačinovič       |
| 22 | Italia (bandiera)    | C     | Luca Di Matteo        |
| 23 | Italia (bandiera)    | C     | Antonio Nocerino      |
| 23 | Italia (bandiera)    | C     | Massimo Donati        |
| 24 | Albania (bandiera)   | A     | Agon Mehmeti          |
| 26 | Uruguay (bandiera)   | C     | Ignacio Lores Varela  |
| 27 | Argentina (bandiera) | C     | Javier Pastore        |
| 27 | Slovenia (bandiera)  | C     | Josip Iličić          |
| 30 | Ungheria (bandiera)  | C     | Ádám Simon            |
| 31 | Italia (bandiera)    | D     | Eros Pisano           |
| 33 | Grecia (bandiera)    | P     | Alexandros Tzorvas    |
| 42 | Italia (bandiera)    | D     | Federico Balzaretti   |
| 51 | Cile (bandiera)      | A     | Mauricio Pinilla      |
| 66 | Slovenia (bandiera)  | D     | Siniša Anđelković     |
| 77 | Slovenia (bandiera)  | C     | Jasmin Kurtić         |
| 90 | Honduras (bandiera)  | C     | Edgar Álvarez         |
| 99 | Italia (bandiera)    | P     | Francesco Benussi     |

## Calciomercato

### Sessione estiva(dall'1/7/2011 al 31/8/2011)
In questa sessione di mercato la società ha incassato 37,1 milioni di euro dalle cessioni spendendone 40,841, chiudendo quindi il bilancio relativo alla compravendita con 3,741 milioni di euro al passivo.
Per quanto riguarda gli acquisti, sono arrivati giovani giocatori provenienti soprattutto da campionati diversi da quello italiano, e altri giocatori invece più esperti provenienti da altre squadre di Serie A. Fra i primi, sono stati presi Eros Pisano (Varese), Matías Aguirregaray (Wanderers), Francesco Della Rocca (Bologna), Ignacio Lores Varela (Defensor Sporting), Ádám Simon (Haladás) ed Eran Zahavi (Hapoel Tel Aviv); fra i secondi, giungono in Sicilia Alexandros Tzorvas (Panathinaikos), Mauro Cetto (svincolatosi dal Tolosa), Andrea Mantovani (ChievoVerona), Matías Silvestre (Catania), Edgar Álvarez (Bari), Édgar Barreto (Atalanta). Rientrano infine per fine prestito Rubinho, Nicolás Bertolo, Luca Di Matteo e Igor Budan.
Per quanto riguarda le cessioni, vari giocatori protagonisti delle ultime stagioni hanno lasciato la squadra. Fra essi Salvatore Sirigu e Javier Pastore (Paris Saint-Germain), Cesare Bovo (Genoa), Mattia Cassani (Fiorentina), Dorin Goian (Rangers) e Antonio Nocerino (Milan), più gli svincolati Moris Carrozzieri e Fabio Liverani. Parecchi calciatori rientrati dai prestiti sono stati nuovamente ceduti, chi nuovamente a titolo temporaneo, chi definitivamente.
| Acquisti | Acquisti                | Acquisti             | Acquisti                                     |
| R.       | Nome                    | da                   | Modalità                                     |
| -------- | ----------------------- | -------------------- | -------------------------------------------- |
| P        | Giuseppe Ingrassia      | Pergocrema           | rientro prestito                             |
| P        | Rubinho                 | Torino               | rientro prestito                             |
| P        | Alexandros Tzorvas      | Panathīnaïkos        | definitivo (0,7 milioni €)                   |
| D        | Andrea Adamo            | Reggiana             | rientro prestito                             |
| D        | Daniel Cappelletti      | Padova               | rientro prestito                             |
| D        | Alexander Caputo        | Rosignano Solvay     | definitivo (0,05 milioni €)                  |
| D        | Mauro Cetto             | -                    | svincolato (0,45 milioni €)                  |
| D        | Rosario Costantino      | Isola Liri           | rientro prestito                             |
| D        | Kamil Glik              | Bari                 | rientro prestito                             |
| D        | Jevrem Kosnic           | Rad Belgrado         | definitivo                                   |
| D        | Andrea Mantovani        | Chievo               | definitivo (3,5 milioni €)                   |
| D        | Milan Milanović         | -                    | svincolato (1,77 milioni €)                  |
| D        | Eros Pellegrini         | Pavia                | rientro prestito                             |
| D        | Eros Pisano             | Varese               | definitivo (1,85 milioni €)                  |
| D        | Andrea Raggi            | Bari                 | rientro prestito                             |
| D        | Samuele Romeo           | Alessandria          | rientro prestito                             |
| D        | Matías Silvestre        | Catania              | definitivo (7,3 milioni €)                   |
| D        | Adriano Siragusa        | Juve Stabia          | rientro prestito                             |
| D        | Emanuele Terranova      | Frosinone            | rientro prestito                             |
| C        | Matías Aguirregaray     | Montevideo Wanderers | prestito (0,25 milioni €)                    |
| C        | Edgar Álvarez           | Bari                 | definitivo (0,7 milioni €)                   |
| C        | Édgar Barreto           | Atalanta             | definitivo (5,3 milioni €)                   |
| C        | Nicolás Bertolo         | Real Saragozza       | rientro prestito                             |
| C        | Gianmarco Corsino       | Pro Belvedere        | rientro prestito                             |
| C        | Guido Davì              | Juve Stabia          | rientro prestito                             |
| C        | Francesco Della Rocca   | Bologna              | compartecipazione (3,5 milioni €)            |
| C        | Gianluca Di Chiara      | Reggiana             | compartecipazione (0,14 milioni €)           |
| C        | Luca Di Matteo          | Vicenza              | riscatto compartecipazione                   |
| C        | Roberto Guana           | Chievo               | rientro prestito                             |
| C        | João Pedro              | Vitória Guimarães    | rientro prestito                             |
| C        | Karim Laribi            | Foggia               | rientro prestito                             |
| C        | Ignacio Lores Varela    | Defensor Sporting    | definitivo (2,8 milioni €)                   |
| C        | Gianni Munari           | Lecce                | riscatto compartecipazione (0,391 milioni €) |
| C        | Francesco Pitarresi     | Juve Stabia          | rientro prestito                             |
| C        | Giuseppe Polito         | Pomezia              | rientro prestito                             |
| C        | Ádám Simon              | Haladás              | definitivo (0,98 milioni €)                  |
| C        | Salvatore Temperino     | Canavese             | rientro prestito                             |
| C        | Francesco Mirko Velardi | Modena               | rientro prestito                             |
| C        | Eran Zahavi             | Hapoel Tel Aviv      | definitivo (1,675 milioni €)                 |
| A        | Igor Budan              | Cesena               | rientro prestito                             |
| A        | Edgar Çani              | Modena               | rientro prestito                             |
| A        | Paolo Carbonaro         | Gela                 | rientro prestito                             |
| A        | Davis Curiale           | Crotone              | rientro prestito                             |
| A        | Pablo Andrés González   | Novara               | rientro prestito                             |
| A        | Davide Lanzafame        | Juventus             | riscatto compartecipazione                   |
| A        | Cephas Malele           | Zurigo               | definitivo (0,9 milioni €)                   |
| A        | Gianluca Palmiteri      | Celano               | rientro prestito                             |
| A        | Davide Succi            | Padova               | rientro prestito                             |

| Cessioni | Cessioni                | Cessioni            | Cessioni                          |
| R.       | Nome                    | a                   | Modalità                          |
| -------- | ----------------------- | ------------------- | --------------------------------- |
| P        | Giuseppe Ingrassia      | Visé                |                                   |
| P        | Mattia Migani           | San Marino          | compartecipazione                 |
| P        | Salvatore Sirigu        | Paris Saint-Germain | definitivo (3,9 milioni €)        |
| D        | Andrea Adamo            | Portogruaro         | prestito                          |
| D        | Siniša Anđelković       | Ascoli              | prestito                          |
| D        | Cesare Bovo             | Genoa               | prestito (0,2 milioni €)          |
| D        | Daniel Cappelletti      | Sassuolo            | prestito                          |
| D        | Mattia Cassani          | Fiorentina          | prestito (2 milioni €)            |
| D        | Moris Carrozzieri       | -                   | svincolato                        |
| D        | Matteo Darmian          | Torino              | prestito                          |
| D        | Paolo Hernán Dellafiore | Parma               | riscatto prestito                 |
| D        | Santiago García         | Novara              | prestito                          |
| D        | Kamil Glik              | Torino              | compartecipazione (0,3 milioni €) |
| D        | Dorin Goian             | Rangers             | definitivo (0,5 milioni €)        |
| D        | Cristian Melinte        | Petrolul Ploiești   | prestito                          |
| D        | Milan Milanović         | Siena               | prestito                          |
| D        | Eros Pellegrini         | Pavia               | prestito                          |
| D        | Andrea Raggi            | Bologna             | definitivo                        |
| D        | Samuele Romeo           | Sorrento            | definitivo                        |
| D        | Adriano Siragusa        | Reggiana            | definitivo                        |
| D        | Emanuele Terranova      | Sassuolo            | definitivo (0,4 milioni €)        |
| C        | Francesco Ardizzone     | Reggiana            | compartecipazione                 |
| C        | Gianmarco Corsino       | Ebolitana           | prestito                          |
| C        | Guido Davì              | Juve Stabia         | definitivo                        |
| C        | Roberto Guana           | Cesena              | definitivo                        |
| C        | João Pedro              | Peñarol             | prestito                          |
| C        | Pajtim Kasami           | Fulham              | definitivo (1,6 milioni €)        |
| C        | Jasmin Kurtić           | Varese              | prestito                          |
| C        | Karim Laribi            | Sassuolo            | prestito                          |
| C        | Fabio Liverani          | -                   | svincolato                        |
| C        | Gianni Munari           | Fiorentina          | definitivo (0,8 milioni €)        |
| C        | Antonio Nocerino        | Milan               | definitivo (0,5 milioni €)        |
| C        | Javier Pastore          | Paris Saint-Germain | definitivo (43 milioni €)         |
| C        | Francesco Pitarresi     | -                   | risoluzione                       |
| C        | Giuseppe Polito         | -                   | svincolato                        |
| C        | Francesco Mirko Velardi | Monza               | prestito                          |
| A        | Edgar Çani              | Polonia Varsavia    | definitivo                        |
| A        | Paolo Carbonaro         | -                   | svincolato                        |
| A        | Davis Curiale           | Triestina           | definitivo                        |
| A        | Pablo Andrés González   | Siena               | prestito (0,1 milioni €)          |
| A        | Davide Lanzafame        | Catania             | compartecipazione (1 milioni €)   |
| A        | Dario Maltese           | Viareggio           | compartecipazione                 |
| A        | Umberto Nappello        | Monza               | prestito                          |
| A        | Gianluca Palmiteri      | Marsala             | [ 57 ]                            |
| A        | Michele Paolucci        | Siena               | fine prestito                     |
| A        | Michele Pieri           | San Marino          | prestito                          |
| A        | Davide Succi            | Padova              | prestito                          |

### Sessione invernale(dal 3/1/2012 al 31/1/2012)
Nella sessione invernale del calciomercato, il Palermo si muove su tutti i reparti. In porta viene prelevata dal Genoa la metà del cartellino di Emiliano Viviano che era in possesso dei liguri, ottenendo così il giocatore in compartecipazione con l'Inter; di contro, Francesco Benussi lascia la squadra passando in prestito al Torino. In difesa ritornano in rosanero il serbo Milan Milanović (dal prestito al Siena) e il cileno Carlos Labrín (tesserato per la prima volta dal Palermo, ma già in orbita rosanero durante la militanza al Novara); Mauro Cetto lascia invece la squadra dopo sei mesi, tornando nel campionato francese e precisamente al Lille, in prestito. A centrocampo vengono acquistati Massimo Donati dal Bari e l'argentino Franco Vázquez dal Belgrano, più Nicolas Viola in compartecipazione e lasciato in prestito alla Reggina; lasciano invece la Sicilia Luca Di Matteo e Ádám Simon, prestati rispettivamente a Lecce e Bari senza aver collezionato alcuna presenza in rosanero. In attacco viene acquistato lo svedese Agon Mehmeti, svincolatosi poco prima dal Malmö FF, mentre Mauricio Pinilla viene ceduto in prestito con diritto di riscatto al Cagliari.
| Acquisti | Acquisti           | Acquisti | Acquisti                    |
| R.       | Nome               | da       | Modalità                    |
| -------- | ------------------ | -------- | --------------------------- |
| P        | Emiliano Viviano   | Genoa    | definitivo (6,5 milioni €)  |
| D        | Daniel Cappelletti | Sassuolo | rientro prestito            |
| D        | Carlos Labrín      | Novara   | definitivo                  |
| D        | Milan Milanović    | Siena    | rientro prestito            |
| D        | Eros Pellegrini    | Pavia    | rientro prestito            |
| C        | Massimo Donati     | Bari     | definitivo                  |
| C        | Franco Vázquez     | Belgrano | definitivo (4,53 milioni €) |
| C        | Nicolas Viola      | Reggina  | compartecipazione           |
| A        | Agon Mehmeti       |          | svincolato                  |

| Cessioni | Cessioni           | Cessioni    | Cessioni |
| R.       | Nome               | a           | Modalità |
| -------- | ------------------ | ----------- | -------- |
| P        | Francesco Benussi  | Torino      | prestito |
| D        | Daniel Cappelletti | Juve Stabia | prestito |
| D        | Mauro Cetto        | Lilla       | prestito |
| D        | Eros Pellegrini    | Viareggio   | prestito |
| C        | Luca Di Matteo     | Lecce       | prestito |
| C        | Ádám Simon         | Bari        | prestito |
| C        | Nicolas Viola      | Reggina     | prestito |
| A        | Mauricio Pinilla   | Cagliari    | prestito |

## Risultati

### Serie A

#### Girone di andata
| Arbitro: | Doveri (Roma) |

|                          |           |                             |
| Mazzarani 77’ Rigoni 84’ | Marcatori | 20’ (aut.) Ludi 73’ Bertolo |

| Arbitro: | Brighi (Cesena) |

|                                            |           |                                   |
| Miccoli 48’, 80’ Hernández 53’ Pinilla 88’ | Marcatori | 33’, 51’ (rig.) Milito 91’ Forlán |

| Arbitro: | De Marco (Chiavari) |

|           |           |  |
| Denis 34’ | Marcatori |  |

| Arbitro: | Peruzzo (Schio) |

|                                   |           |                          |
| Zahavi 1’ Bertolo 15’ Miccoli 76’ | Marcatori | 84’ Conti 90’ Nainggolan |

| Roma 25 settembre 2011, ore 15:00 CEST 5ª giornata | Lazio               | 0 – 0 referto | Palermo | Stadio Olimpico (29.934 spett.)\| Arbitro: \| Gervasoni (Mantova) \| |
| Arbitro:                                           | Gervasoni (Mantova) |               |         |                                                                      |

| Arbitro: | Romeo (Verona) |

|                                     |           |  |
| Migliaccio 19’ Hernández 92’ (rig.) | Marcatori |  |

| Arbitro: | Valeri (Roma) |

|                                      |           |  |
| Nocerino 39’ Robinho 55’ Cassano 64’ | Marcatori |  |

| Arbitro: | Bergonzi (Genova) |

|           |           |  |
| Lamela 7’ | Marcatori |  |

| Arbitro: | Massa (Imperia) |

|                                  |           |  |
| Pinilla 28’ (rig.) Hernández 76’ | Marcatori |  |

| Arbitro: | Giannoccaro (Lecce) |

|               |           |  |
| Di Natale 38’ | Marcatori |  |

| Arbitro: | Orsato (Schio) |

|                                     |           |             |
| Zahavi 13’ Silvestre 52’ Iličić 74’ | Marcatori | 87’ Ramírez |

| Arbitro: | Bergonzi (Genova) |

|                                  |           |  |
| Pepe 20’ Matri 48’ Marchisio 65’ | Marcatori |  |

| Arbitro: | Russo (Nola) |

|                        |           |  |
| Miccoli 22’ Iličić 73’ | Marcatori |  |

| Parma 4 dicembre 2011, ore 20:45 CET 14ª giornata | Parma           | 0 – 0 referto | Palermo | Stadio Ennio Tardini (11.815 spett.)\| Arbitro: \| Banti (Livorno) \| |
| Arbitro:                                          | Banti (Livorno) |               |         |                                                                       |

| Arbitro: | Calvarese (Teramo) |

|  |           |          |
|  | Marcatori | 63’ Mutu |

| Arbitro: | Damato (Barletta) |

|                                |           |  |
| Lodi 32’ Maxi López 61’ (rig.) | Marcatori |  |

| Arbitro: | Mazzoleni (Bergamo) |

|             |           |                                  |
| Miccoli 89’ | Marcatori | 35’ Pandev 54’ Cavani 60’ Hamšík |

| Arbitro: | Rocchi (Firenze) |

|              |           |  |
| Sammarco 50’ | Marcatori |  |

| Arbitro: | Romeo (Verona) |

|                                                                  |           |                                      |
| Budan 26’ Silvestre 37’ Mantovani 42’ Miccoli 75’ Migliaccio 84’ | Marcatori | 13’, 59’ (rig.) Palacio 89’ Janković |

#### Girone di ritorno
| Arbitro: | Peruzzo (Schio) |

|                |           |  |
| Budan 41’, 72’ | Marcatori |  |

| Arbitro: | Guida (Torre Annunziata) |

|                                  |           |                                     |
| Milito 22’, 55’ (rig.), 61’, 69’ | Marcatori | 17’ Mantovani 52’, 66’, 85’ Miccoli |

| Arbitro: | Brighi (Cesena) |

|                              |           |             |
| Miccoli 29’ (rig.) Budan 49’ | Marcatori | 56’ Moralez |

| Arbitro: | Giannoccaro (Lecce) |

|                         |           |                      |
| Pinilla 56’ Dessena 81’ | Marcatori | 83’ (rig.) Hernández |

| Arbitro: | De Marco (Chiavari) |

|                                                            |           |           |
| Barreto 10’ Donati 20’ Silvestre 42’ Budan 47’ Miccoli 51’ | Marcatori | 85’ Kozák |

| Arbitro: | Gava (Conegliano Veneto) |

|                                                         |           |           |
| Terzi 23’ (rig.) Bogdani 33’ Rossettini 46’ Brienza 58’ | Marcatori | 12’ Budan |

| Arbitro: | Orsato (Schio) |

|  |           |                                            |
|  | Marcatori | 21’, 31’, 35’ Ibrahimović 58’ Thiago Silva |

| Arbitro: | Banti (Livorno) |

|  |           |           |
|  | Marcatori | 3’ Borini |

| Arbitro: | Tagliavento (Terni) |

|                      |           |           |
| Di Michele 6’ (rig.) | Marcatori | 15’ Muñoz |

| Arbitro: | Damato (Barletta) |

|             |           |           |
| Miccoli 31’ | Marcatori | 51’ Torje |

| Arbitro: | Gervasoni (Mantova) |

|              |           |                                            |
| Sørensen 50’ | Marcatori | 68’ Donati 76’ Hernández 86’ (aut.) Morleo |

| Arbitro: | Brighi (Cesena) |

|  |           |                              |
|  | Marcatori | 56’ Bonucci 79’ Quagliarella |

| Firenze 11 aprile 2012, ore 20:45 CEST 32ª giornata | Fiorentina    | 0 – 0 referto | Palermo | Stadio Artemio Franchi (21.037 spett.)\| Arbitro: \| Doveri (Roma) \| |
| Arbitro:                                            | Doveri (Roma) |               |         |                                                                       |

| Arbitro: | Russo (Nola) |

|              |           |                        |
| Hernández 6’ | Marcatori | 55’ Okaka 70’ Biabiany |

| Arbitro: | Giannoccaro (Lecce) |

|                          |           |                              |
| Santana 26’ Rennella 28’ | Marcatori | 20’ Bertolo 45'+2’ Silvestre |

| Arbitro: | Rocchi (Firenze) |

|             |           |                  |
| Miccoli 47’ | Marcatori | 25’ Legrottaglie |

| Arbitro: | De Marco (Chiavari) |

|                              |           |  |
| Cavani 16’ (rig.) Hamšík 35’ | Marcatori |  |

| Arbitro: | Gervasoni (Mantova) |

|                                            |           |                                                  |
| Miccoli 10’ (rig.), 18’, 74’ Silvestre 89’ | Marcatori | 27’ (rig.), 72’ Pellissier 30’ Uribe 46’ Luciano |

| Arbitro: | Valeri (Roma) |

|                          |           |  |
| Gilardino 51’ Sculli 70’ | Marcatori |  |

### Coppa Italia

#### Fase finale
| Arbitro: | Gervasoni (Mantova) |

|                                                  |                      |                                             |
| Iličić 39’ (rig.), 47’, 90+2’ (rig.) Bertolo 98’ | Marcatori            | 21’, 59’ Reginaldo 40’ González 100’ Ângelo |
| Bollino Iličić Cetto                             | Tiri di rigore 0 – 3 | González Pesoli Ângelo                      |

### UEFA Europa League

#### Turni preliminari
| Arbitro: | Mažić |

|                          |           |                        |
| Iličić 13’ Miccoli 90+2’ | Marcatori | 7’ Lüthi 55’ Schneider |

| Arbitro: | Liany |

|             |           |              |
| Lezcano 65’ | Marcatori | 49’ González |

## Statistiche

### Statistiche di squadra
| Competizione  | Punti | In casa | In casa | In casa | In casa | In casa | In casa | In trasferta | In trasferta | In trasferta | In trasferta | In trasferta | In trasferta | Totale | Totale | Totale | Totale | Totale | Totale | DR  |
| Competizione  | Punti | G       | V       | N       | P       | Gf      | Gs      | G            | V            | N            | P            | Gf           | Gs           | G      | V      | N      | P      | Gf     | Gs     | DR  |
| ------------- | ----- | ------- | ------- | ------- | ------- | ------- | ------- | ------------ | ------------ | ------------ | ------------ | ------------ | ------------ | ------ | ------ | ------ | ------ | ------ | ------ | --- |
| Serie A       | 43    | 19      | 10      | 3       | 6       | 38      | 30      | 19           | 1            | 7            | 11           | 14           | 32           | 38     | 11     | 10     | 17     | 52     | 62     | -10 |
| Coppa Italia  | -     | 1       | 0       | 1       | 0       | 4       | 4       | -            | -            | -            | -            | -            | -            | 1      | 0      | 1      | 0      | 4      | 4      | 0   |
| Europa League | -     | 1       | 0       | 1       | 0       | 2       | 2       | 1            | 0            | 1            | 0            | 1            | 1            | 2      | 0      | 2      | 0      | 3      | 3      | 0   |
| Totale        | -     | 21      | 10      | 5       | 6       | 44      | 36      | 20           | 1            | 8            | 11           | 15           | 33           | 41     | 11     | 13     | 17     | 59     | 69     |     |

### Andamento in campionato
| Giornata  | 1 | 2 | 3 | 4 | 5 | 6 | 7 | 8  | 9 | 10 | 11 | 12 | 13 | 14 | 15 | 16 | 17 | 18 | 19 | 20 | 21 | 22 | 23 | 24 | 25 | 26 | 27 | 28 | 29 | 30 | 31 | 32 | 33 | 34 | 35 | 36 | 37 | 38 |
| --------- | - | - | - | - | - | - | - | -- | - | -- | -- | -- | -- | -- | -- | -- | -- | -- | -- | -- | -- | -- | -- | -- | -- | -- | -- | -- | -- | -- | -- | -- | -- | -- | -- | -- | -- | -- |
| Luogo     | T | C | T | C | T | C | T | T  | C | T  | C  | T  | C  | T  | C  | T  | C  | T  | C  | C  | T  | C  | T  | C  | T  | C  | C  | T  | C  | T  | C  | T  | C  | T  | C  | T  | C  | T  |
| Risultato | N | V | P | V | N | V | P | P  | V | P  | V  | P  | V  | N  | P  | P  | P  | P  | V  | V  | N  | V  | P  | V  | P  | P  | P  | N  | N  | V  | P  | N  | P  | N  | N  | P  | N  | P  |
| Posizione | 9 | 7 | 9 | 6 | 7 | 6 | 9 | 10 | 8 | 10 | 8  | 9  | 9  | 7  | 8  | 10 | 12 | 15 | 9  | 9  | 9  | 9  | 9  | 8  | 9  | 10 | 11 | 11 | 11 | 10 | 12 | 11 | 16 | 15 | 14 | 16 | 15 | 16 |

Legenda:

Luogo: C = Casa; T = Trasferta. Risultato: V = Vittoria; N = Pareggio; P = Sconfitta.

### Statistiche dei giocatori
Sono in corsivo i calciatori che hanno lasciato la società a stagione in corso.
| Giocatore       | Campionato | Campionato | Campionato  | Campionato | Coppa Italia | Coppa Italia | Coppa Italia | Coppa Italia | Europa League | Europa League | Europa League | Europa League | Totale   | Totale | Totale      | Totale     |
| Giocatore       | Presenze   | Reti       | Ammonizioni | Espulsioni | Presenze     | Reti         | Ammonizioni  | Espulsioni   | Presenze      | Reti          | Ammonizioni   | Espulsioni    | Presenze | Reti   | Ammonizioni | Espulsioni |
| --------------- | ---------- | ---------- | ----------- | ---------- | ------------ | ------------ | ------------ | ------------ | ------------- | ------------- | ------------- | ------------- | -------- | ------ | ----------- | ---------- |
| A. Acquah       | 20         | 0          | -           | -          | 1            | 0            | -            | -            | 2             | 0             | 1             | 0             | 23       | 0      | 1           | 0          |
| M. Aguirregaray | 12         | 0          | -           | -          | 1            | 0            | -            | -            | -             | -             | -             | -             | 13       | 0      | -           | -          |
| E. Álvarez      | 8          | 0          | -           | -          | 1            | 0            | -            | -            | -             | -             | -             | -             | 9        | 0      | -           | -          |
| S. Anđelković   | 0          | 0          | 0           | 0          | 0            | 0            | 0            | 0            | -             | -             | -             | -             | 0        | 0      | 0           | 0          |
| A. Bačinovič    | 13         | 0          | -           | -          | 0            | 0            | -            | -            | 1             | 0             | 0             | 0             | 14       | 0      | 0           | 0          |
| F. Balzaretti   | 27         | 0          | -           | -          | 0            | 0            | 0            | 0            | 2             | 0             | 0             | 0             | 29       | 0      | 0           | 0          |
| E. Barreto      | 34         | 1          | -           | -          | 0            | 0            | 0            | 0            | 0             | 0             | 0             | 0             | 34       | 1      | 0           | 0          |
| F. Benussi      | 7          | -9         | -           | -          | 0            | -0           | 0            | 0            | 2             | -3            | 0             | 0             | 9        | -12    | 0           | 0          |
| N. Bertolo      | 28         | 3          | -           | -          | 1            | 1            | -            | -            | 1             | 0             | 0             | 0             | 30       | 4      | 0           | 0          |
| M. Bollino      | 0          | 0          | 0           | 0          | 1            | 0            | -            | -            | -             | -             | -             | -             | 1        | 0      | 0           | 0          |
| C. Bovo         | -          | -          | -           | -          | -            | -            | -            | -            | 2             | 0             | 2             | -             | 2        | 0      | 2           | -          |
| G. Brichetto    | 1          | -2         | -           | -          | 1            | -2           | -            | -            | -             | -             | -             | -             | 2        | -4     | -           | -          |
| I. Budan        | 22         | 6          | -           | -          | 1            | 0            | -            | -            | 0             | 0             | 0             | 0             | 23       | 6      | 0           | 0          |
| M. Cassani      | -          | -          | -           | -          | -            | -            | -            | -            | 2             | 0             | 0             | 0             | 2        | 0      | 0           | 0          |
| M. Cetto        | 7          | 0          | -           | -          | 1            | 0            | -            | -            | 0             | 0             | 0             | 0             | 8        | 0      | 0           | 0          |
| F. Della Rocca  | 21         | 0          | -           | -          | 1            | 0            | -            | -            | 0             | 0             | 0             | 0             | 22       | 0      | 0           | 0          |
| L. Di Matteo    | -          | -          | -           | -          | -            | -            | -            | -            | -             | -             | -             | -             | -        | -      | -           | -          |
| M. Donati       | 18         | 1          | -           | -          | -            | -            | -            | -            | -             | -             | -             | -             | 18       | 1      | -           | -          |
| P.A. González   | -          | -          | -           | -          | -            | -            | -            | -            | 1             | 1             | 0             | 0             | 1        | 1      | 0           | 0          |
| A. Hernández    | 20         | 6          | -           | -          | 0            | 0            | 0            | 0            | 0             | 0             | 0             | 0             | 20       | 6      | 0           | 0          |
| J. Iličić       | 33         | 2          | -           | -          | 1            | 3            | -            | -            | 2             | 1             | 0             | 0             | 36       | 6      | 0           | 0          |
| João Pedro      | -          | -          | -           | -          | -            | -            | -            | -            | -             | -             | -             | -             | -        | -      | -           | -          |
| J. Kurtić       | -          | -          | -           | -          | -            | -            | -            | -            | -             | -             | -             | -             | -        | -      | -           | -          |
| C. Labrín       | 9          | 0          | -           | -          | 0            | 0            | 0            | 0            | 0             | 0             | 0             | 0             | 9        | 0      | 0           | 0          |
| I. Lores Varela | 6          | 0          | -           | -          | 1            | 0            | -            | -            | 0             | 0             | 0             | 0             | 7        | 0      | 0           | 0          |
| A. Mantovani    | 24         | 2          | -           | -          | 1            | 0            | -            | -            | 2             | 0             | 1             | 0             | 27       | 2      | 1           | 0          |
| A. Mehmeti      | 3          | 0          | -           | -          | -            | -            | -            | -            | -             | -             | -             | -             | 3        | 0      | -           | -          |
| F. Miccoli      | 28         | 16         | -           | -          | 0            | 0            | 0            | 0            | 2             | 1             | 1             | 0             | 30       | 17     | 1           | 0          |
| G. Migliaccio   | 30         | 2          | -           | -          | 1            | 0            | -            | -            | 2             | 0             | 1             | 0             | 33       | 2      | 1           | 0          |
| M. Milanović    | 5          | 0          | -           | -          | 0            | 0            | 0            | 0            | 0             | 0             | 0             | 0             | 5        | 0      | 0           | 0          |
| E. Muñoz        | 19         | 1          | -           | -          | 0            | 0            | 0            | 0            | 2             | 0             | 0             | 0             | 21       | 1      | 0           | 0          |
| A. Nocerino     | -          | -          | -           | -          | -            | -            | -            | -            | 2             | 0             | 0             | 0             | 2        | 0      | 0           | 0          |
| J. Pastore      | -          | -          | -           | -          | -            | -            | -            | -            | -             | -             | -             | -             | -        | -      | -           | -          |
| M. Pinilla      | 13         | 2          | -           | -          | 0            | 0            | 0            | 0            | 1             | 0             | 0             | 0             | 14       | 2      | 0           | 0          |
| E. Pisano       | 28         | 0          | -           | -          | 0            | 0            | 0            | 0            | 0             | 0             | 0             | 0             | 28       | 0      | 0           | 0          |
| Rubinho         | -          | -          | -           | -          | -            | -            | -            | -            | -             | -             | -             | -             | -        | -      | -           | -          |
| M. Silvestre    | 29         | 5          | -           | -          | 0            | 0            | 0            | 0            | -             | -             | -             | -             | 29       | 5      | 0           | 0          |
| Á. Simon        | 0          | 0          | 0           | 0          | 0            | 0            | 0            | 0            | -             | -             | -             | -             | 0        | 0      | 0           | 0          |
| A. Tzorvas      | 11         | -15        | -           | -          | 1            | -2           | -            | -            | 0             | -0            | 0             | 0             | 12       | -17    | 0           | 0          |
| F. Vázquez      | 14         | 0          | -           | -          | -            | -            | -            | -            | -             | -             | -             | -             | 14       | 0      | -           | -          |
| E. Viviano      | 20         | -36        | -           | -          | -            | -            | -            | -            | -             | -             | -             | -             | 20       | -36    | -           | -          |
| E. Zahavi       | 20         | 2          | -           | -          | 0            | 0            | 0            | 0            | 2             | 0             | 0             | 0             | 22       | 2      | 0           | 0          |

## Giovanili

### Organigramma societario
Primavera
Allenatore: Devis Mangia, poi Antonello Capodicasa (dimessosi a febbraio) con Cesare Beggi, poi Pietro Ruisi (una stagione da calciatore nel Palermo, 1972-1973) dal 9 marzo 2012 sempre con Beggi.

### Piazzamenti
- Primavera: Quarti di finale in campionato, fase a gironi nel Torneo di Viareggio 2012